# 大全镇
大全镇，是中华人民共和国四川省南充市西充县下辖的一个乡镇级行政单位。2019年10月，撤销岱林乡，将其所属行政区域划归大全镇管辖。

## 行政区划
大全镇下辖以下地区：
文化街社区、玉山沟村、福寿宫村、黄家坝村、庞家沟村、公子垭村、官争沟村、沙子岭村、何家堰村、罗家坝村、水旱坝村、青杠嘴村和童家湾村,岱林村、任家坝村、天桥村、石栏寺村、龙泉寺村、黄龙场村、大坝进村、燕子井村和李家沟村。